# Булганакское городище
Булганакское городище (другое название Хабеи) — скифское древнее городище, расположенное в центральной части Крыма, в 15 километрах на запад от древнего города Неаполь Скифский, в пределах села Пожарское).

## Основания городища
Причерноморские скифы, кочуя и проживая рядом с греческими городами, контактировали с эллинами и подпадали под влияние их культуры. Постепенно переходя на земледелие, они смешивались с ними, перенимали язык, культуру, а греки-поселенцы, и в свою очередь, также впитывали часть скифских обычаев. Поскольку скифских письменных упоминаний не найдено, то лишь благодаря историческим хроникам древних греков современники узнали историю этих земель, в общем.
В III веке до нашей эры небольшая группа скифов облюбовала себе местечко в долине реки Западный Булганак (подтверждение тому показали археологические раскопки). Плодородные земли Центрального Крыма, умеренный теплый климат и богатые города соседей побудили скифов переходить к оседлому образу жизни. Обрабатывая землю им необходимо было позаботиться о своей безопасности, поэтому они возводили городища и крепости вокруг них, в том числе и Булганакское городище-крепость в 15 км на запад от столицы, Неаполя Скифского.
Городище было размещено на высоком холме, на склонах которого построили укрепления, а где такой естественной защиты не было (на южной стороне холма), обустроили земляные валы. Вероятно, что именно на такой земляной насыпи и возвели каменную стену. Неподалеку (на севере поселения) расположен акрополь, который был хорошо укреплен. Крепостные и другие сооружения городища часто перестраивались и укреплялись.

## Современное состояние
Сегодня городище является государственным памятником археологии. Находится на территории Пожарского Симферопольского района Республики Крым. Площадь городища охраняют, но эта зона не превышает 3 гектаров.